# 베치 파머
베치 파머(영어: Betsy Palmer, 1926년 11월 1일 ~ 2015년 5월 29일)는 미국의 배우이다. 13일의 금요일 영화 시리즈 초기에 제이슨 보히스의 엄마 패멀라 보히스 역을 맡았다. 게임 쇼 《I've Got a Secret》(1955-67) 고정 출연자로도 알려졌다.

## 출연 작품

### 영화
- 가슴에 빛나는 별 (1957)
- 13일의 금요일 (1980)
- 13일의 금요일 2 (1981)
- 내 사랑 사이보그 3 (1992)

### 텔레비전
- 에드 설리번 쇼 (1955-65)
- I've Got a Secret (1955-67)
- 투데이 (1968)
- 사랑의 유람선 (1982)
- 제시카의 추리극장 (1985-89)
- 찰스 인 차지 (1987)
- 저스트 슛 미 (1998)